# De toto orbe
De toto orbe (o Cosmographia) è un trattato scritto intorno al 1520 in latino dal geografo veneziano Pietro Coppo. È diviso in 4 libri (il primo di carattere generale sui fondamenti della scienza geografica, il secondo dedicato all'Europa, il terzo all'Africa e al Nuovo Mondo appena scoperto, il quarto all'Asia). È uno dei primi tentativi moderni di descrizione sistematica, con accurata rappresentazione cartografica, dell'intero mondo conosciuto, frutto, oltre che dei classici studi su Tolomeo, di meticolose indagini comparative su carte, mappe, portolani, resoconti di viaggiatori etc., nonché, naturalmente, delle dirette esperienze dell'autore.
L'opera manoscritta, che non venne mai stampata, era correlata da un planisfero.